# 那賀町立桜谷小学校
那賀町立桜谷小学校（なかちょうりつ さくらだにしょうがっこう）は、徳島県那賀郡那賀町水崎字水崎原にある休校中の公立小学校。
児童数の減少などの理由で2016年3月31日をもって休校し、同年4月1日に那賀町立相生小学校に統合した。
2016年3月20日に開催された徳島国際短編映画祭（現・徳島国際映画祭）において、同小学校の休校までを撮影した短編映画「桜谷小学校、最後の174日」が上映された。

## 基礎データ
全校生徒数
- 354人（1954年度（昭和29年度）当時）[1]
- 44人（2005年度（平成17年度）当時）[1]
- 15人（2014年度（平成26年度）当時）[1]
- 10人（2015年度（平成27年度）当時）[2]

全卒業生数　
- 2345人[2]

最寄駅
- JR牟岐線桑野駅

最寄バス停
- 徳島バス南部桜谷バス停

## 沿革
- 1882年（明治15年）6月10日 - 桜谷小学校を創立。
- 1886年（明治19年）7月 - 桜谷簡易小学校と改称。
- 1890年（明治23年） - 桜谷尋常小学校と改称。
- 1916年（大正5年）4月1日 - 桜谷尋常高等小学校と改称。
- 1941年（昭和16年）4月1日 - 宮浜村桜谷国民学校と改称。
- 1947年（昭和22年）4月1日 - 宮浜村桜谷小学校と改称。
- 1956年（昭和31年）9月30日 - 那賀郡宮浜村・平谷村が合併し宮浜村が消滅。同域に上那賀村を新設。上那賀村桜谷小学校と改称。
- 1957年（昭和32年）1月1日 - 那賀郡上木頭村の大字海川を編入し、町制施行して、上那賀町となり、上那賀町桜谷小学校と改称。
- 2005年（平成17年）3月1日 - 那賀郡鷲敷町・相生町・上那賀町・木沢村・木頭村が合併し上那賀町は消滅。同域に那賀町を新設。那賀町立桜谷小学校と改称。
- 2015年（平成27年）1月21日 - 2015年度末（平成27年度末）限りで、休校する事が、決定する。[1]
- 2016年（平成28年）
  - 3月27日 - 休校式典挙行。
  - 3月31日 - 休校。
  - 4月1日 - 那賀町立相生小学校に統合。